# 弗拉基米尔大帝级护卫舰
“弗拉基米尔大帝”级护卫舰（代号：58250）是烏克蘭海軍计划订购的一种护卫舰。计划建造4艘。然而，2014年俄羅斯併吞克里米亞后，该级舰的建造工作随即进入停滞。2018年春天，烏克蘭海軍指挥官表示，没有资金继续建造该级舰。